# Marcos Melgarejo
Marcos Melgarejo (Asunción, Paraguay; 3 de octubre de 1986) es un futbolista paraguayo. Juega de Centrocampista en el Sol de América de Paraguay.

## Clubes
| Club            | País     | Año         |
| --------------- | -------- | ----------- |
| Nacional        | Paraguay | 2005 - 2011 |
| Libertad        | Paraguay | 2012        |
| Nacional        | Paraguay | 2012 - 2015 |
| Deportes Tolima | Colombia | 2016        |
| Sol de América  | Paraguay | 2016-2017   |
|                 | Paraguay | 2018        |

## Selección nacional
Ha sido convocado por primera vez a la selección de fútbol de Paraguay, el 10 de octubre de 2011.

## Palmarés
| Título          | Club     | País     | Año  |
| --------------- | -------- | -------- | ---- |
| Torneo Clausura | Nacional | Paraguay | 2009 |
| Torneo Apertura | Nacional | Paraguay | 2011 |
| Torneo Apertura | Nacional | Paraguay | 2013 |